# Silvanoprus birmanicus
Silvanoprus birmanicus es una especie de coleóptero de la familia Silvanidae.

## Distribución geográfica
Habita en Birmania, Indonesia y Taiwán.